# Paulicéia
Paulicéia är en kommun i Brasilien.   Den ligger i delstaten São Paulo, i den södra delen av landet, 700 km sydväst om huvudstaden Brasília. Antalet invånare är 6 342.
Omgivningarna runt Paulicéia är huvudsakligen savann. Runt Paulicéia är det glesbefolkat, med 15 invånare per kvadratkilometer.